# マスコミュニケーション

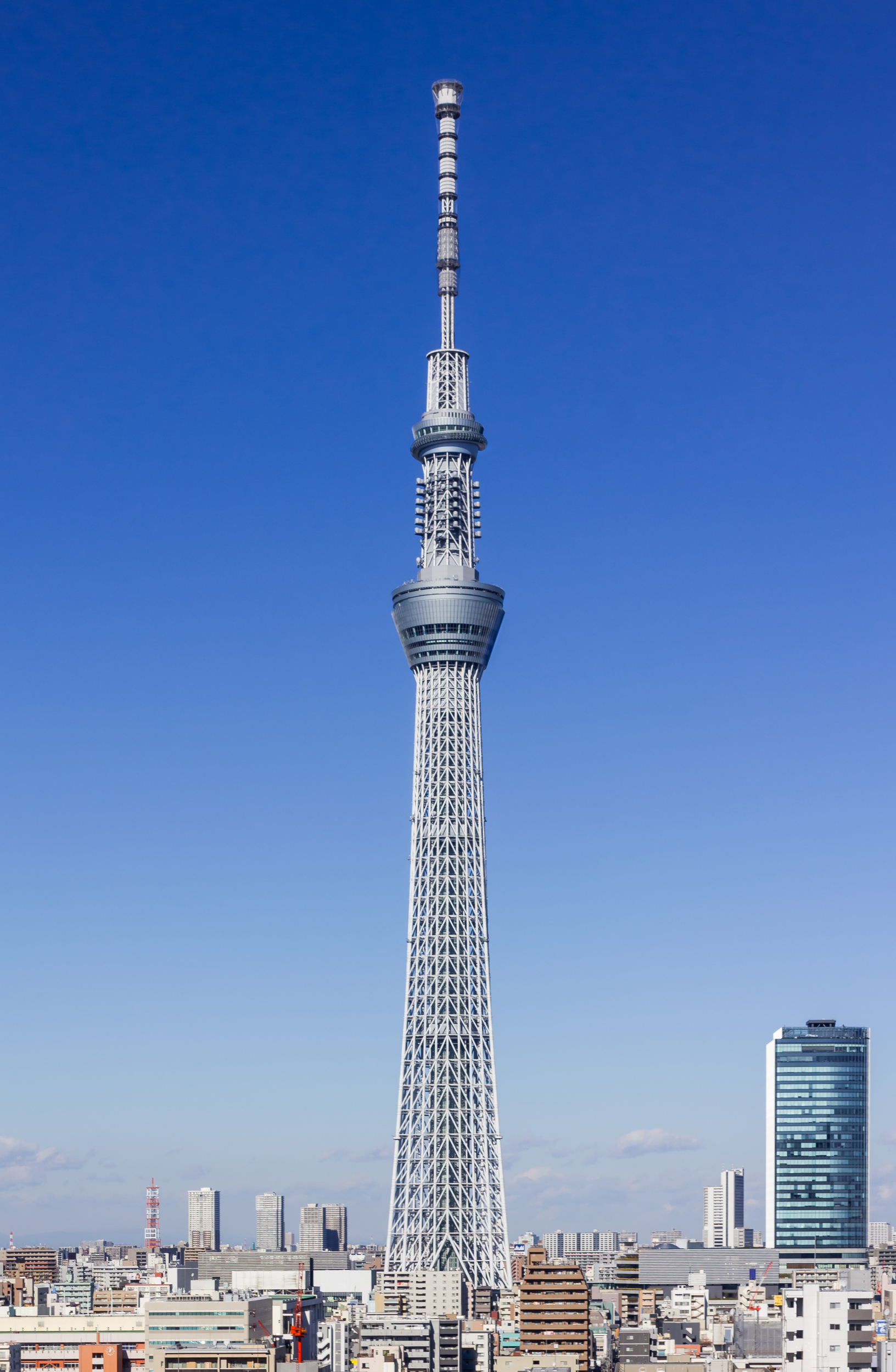
放送は、マスコミュニケーションの主要な手段であり、電波塔などを利用して送信されている（東京スカイツリー）

マスコミュニケーション（英: mass communication）あるいは大衆伝達（たいしゅうでんたつ）とは、マスメディア（具体的にはテレビ、ラジオ、インターネット、新聞、雑誌、書籍など）を用いて、不特定多数の大衆（マス）に大量の情報を伝達すること。対義語としてのパーソナル・コミュニケーションとは異なり、時間的、空間的距離を置いて間接的に行われるコミュニケーション手段である。マスコミュニケーションにおいては、送り手と受け手が固定されており、情報は一方的に伝達される。

## 概要

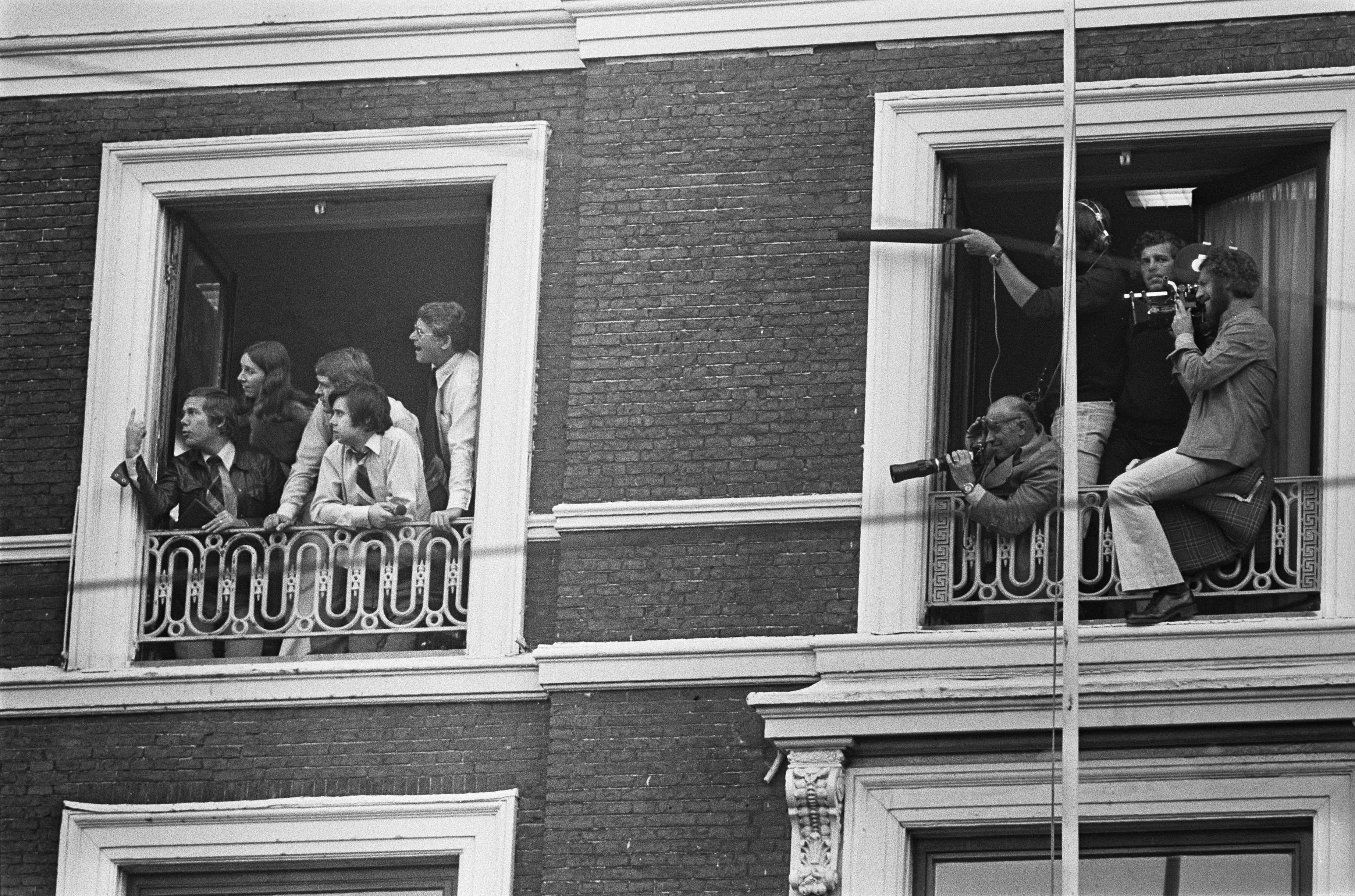
ハーグ事件を取材する報道陣（1974年、オランダ）

マスコミの特徴は、情報の速報性、情報の受け取りがほぼ同時であること、受け手側が不特定多数であること（情報の公開性）、情報の流れが一方的であること、などである。
マスコミに似た言葉として、ミニコミ（受け手が特定少数、和製英語）、口コミ（伝達手段が会話）、パーソナル・コミュニケーション（personal communication、特定個人による少数同士の交流）などが挙げられる。

## 歴史

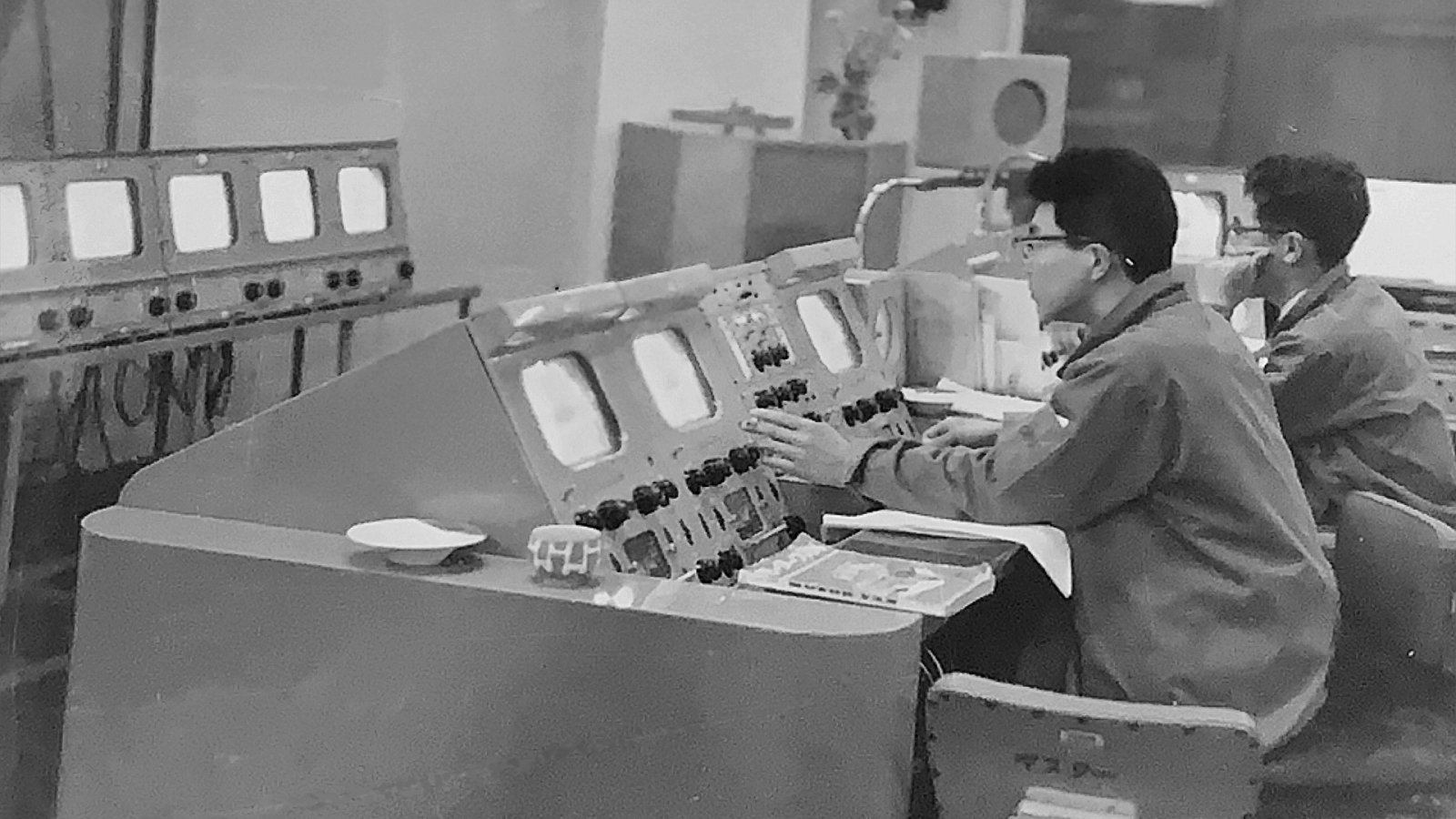
テレビ局の主調整室（1960年代）

印刷技術や電子媒体の発達とともに成立・発展し、特に19世紀半ば以降急速に発達した。情報の流通が一方的になるにつれて、人々の意識や行動に与える影響力が大きいことから、さまざまな議論が展開されてきた。

## 理論
マスコミュニケーションは情報学やメディア研究によって以下のように説明されている。
マスコミュニケーションのモデル
マスコミュニケーションの全体像・モデルとしては、シャノンとウィーバーの「情報伝達モデル」（情報理論）が有名である。
送り手に関する考察
マスコミュニケーションの送り手である、マスメディアについては効果・影響力が盛んに論じられてきた。
1920年代から1940年代はラジオやレコードが普及した。弾丸を打ち込まれるように強力な効果がある（弾丸理論）ので、宣伝に利用できる（プロパガンダ理論）と考えられていた。1940年代から1960年代になると、コミュニケーションには2つの段階があり、一般人はオピニオンリーダーやゲートキーパーの意見に従っているので、限定的な効果しかないと考えられるようになった（普及理論など）。
1960年代から1980年代になるとテレビが普及した。マスメディアには「議題設定効果」や「培養効果」（カルティベーション理論）があり、少数派は「沈黙の螺旋」に陥って意見を言えなくなる。強力な効果があると再び考えられるようになった。
またマスメディアの背後では、大企業や資本家などが操っている（ポリティカル・エコノミー理論）という説もある。
マスメディアのあり方として、一時期に一部の対象を悪者に仕立て上げてバッシングを行うことで大衆の支持を恣意的に作り出す偏向報道などの問題も指摘されている。また、マスコミの印象操作により偏見を生み出す場合があり、一部の人からは「マスゴミ」と呼ばれるようにもなっている。
受け手に関する考察
1920年代から1940年代は、視聴者は受身であり言いなりになる（弾丸理論）と考えられていた。1960年から1980年代になると、視聴者は満足度などを考えて、自分でメディアを選別している（アクティブ・オーディエンス理論）と考えるようになった。また送り手が意図したように視聴者は解釈していない場合があると言った研究（カルチュラル・スタディーズ）もなされるようになった。